# Erica Fischer
Erica Fischer (ur. 1 stycznia 1943 w St Albans w Anglii) – pisarka, dziennikarka, tłumaczka i feministka mieszkająca w Niemczech znana z powieści Aimée & Jaguar zekranizowanej w 1999 r. pod tym samym tytułem.

## Życiorys
Jest urodzoną w Wielkiej Brytanii córką Austriaka i polskiej Żydówki. Jej matka Irena do końca lat 20. XX w. mieszkała w Warszawie, w domu rodzinnym przy ul. Chłodnej 20. Wyjechała na studia do Wiednia i tam poznała swojego przyszłego męża. Po przyłączeniu Austrii do III Rzeszy w 1938 r. obydwoje postanowili wyjechać do Wielkiej Brytanii, gdzie pięć lat później urodziła się Erica. Dziadkowie ze strony matki pozostali w Polsce, co przypłacili życiem ginąc w obozie zagłady w Treblince.
Po wojnie rodzina Eriki Fischer wróciła do Wiednia. Erica ukończyła tam studia i stała się jedną z założycielek austriackiego feminizmu. W 1988 r. przeprowadziła się do Niemiec, najpierw do Kolonii, potem do Berlina, gdzie obecnie mieszka i pracuje, a który uważa za najlepsze miejsce do życia. Zajmuje się tu zbieraniem informacji o swojej rodzinie, pisze książki o losach Żydów, często o kilku pokoleniach tej samej rodziny. Jedną z takich historii była Aimée & Jaguar. Historia pewnej miłości, Berlin 1943, która przyniosła jej największy rozgłos. Zaangażowana była również w antyfaszyzm i antykolonializm.
Utrzymuje częste kontakty z Polską i Polakami. O języku polskim mówi jako o języku swojego wczesnego dzieciństwa.

## Źródła
- Filip Gańczak: Miłość w III Rzeszy, wywiad z Ericą Fischer, „Newsweek Polska”, nr 27/2008, 2008-07-06, s. 96–97